# Miguel Bernardo Bianquetti

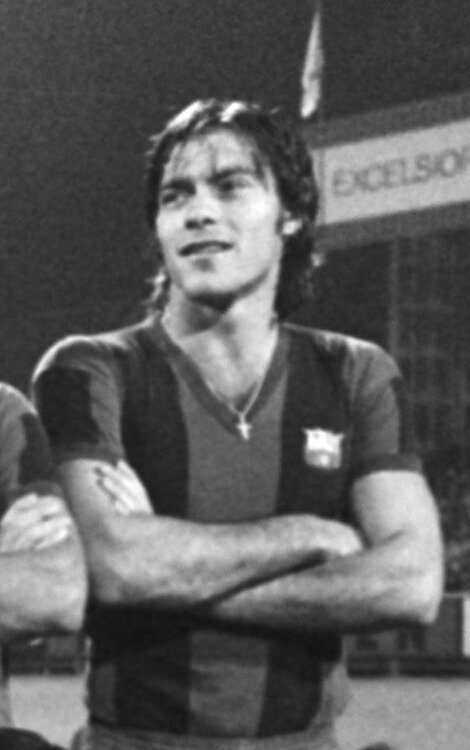
Migueli (1977)

Miguel Bernardo Bianquetti (Ceuta, 19 december 1951), beter bekend als Migueli, is een voormalig Spaans voetballer. Hij speelde tussen 1973 en 1988 664 officiële wedstrijden voor FC Barcelona, waaronder 549 in de Primera División en 85 in de verschillende Europese toernooien. De centrale verdediger had vanwege zijn imponerende en krachtige uiterlijk de bijnaam Tarzan.
Migueli begon als voetballer bij O'Donnell de Ceuta. Daarna ging hij naar Cádiz CF, waar de verdediger de interesse van FC Barcelona opwekte. In 1973 vertrok hij naar de Catalaanse club. Bij FC Barcelona won Migueli in 15 seizoenen tweemaal de Europacup II (1979, 1982), twee landstitels (1974, 1985), vier keer de Copa del Rey (1978, 1981, 1983, 1988) en een Supercopa (1984). In 1988 besloot Migueli zijn carrière te beëindigen.
Migueli debuteerde op 20 november 1974 in het nationaal elftal tegen Schotland. Hij behoorde tot de Spaanse selectie voor het WK van 1978 en het EK van 1980. Op 24 september 1980 speelde de verdediger tegen Hongarije zijn laatste interland. Migueli kwam tot 32 caps en hij maakte een doelpunt voor Spanje.
1 Arconada ·
2 De la Cruz ·
3 Uría ·
4 Asensi ·
5 Migueli ·
6 Biosca ·
7 Dani ·
8 Juanito · 
9 Quini ·
10 Santillana ·
11 Cardeñosa ·
12 Guzmán ·
13 Miguel Ángel ·
14 Leal ·
15 Marañón ·
16 Olmo ·
17 Marcelino ·
18 Pirri  ·
19 Rexach ·
20 Cano ·
21 San José ·
22 Urruti ·
Coach: Kubala
1 Arconada ·
2 Alexanco ·
3 Migueli ·
4 José Diego ·
5 Uría ·
6 Asensi  ·
7 Dani ·
8 Cardeñosa · 
9 Carrasco ·
10 Quini ·
11 Del Bosque ·
12 Juanito ·
13 Urruti ·
14 Gordillo ·
15 Olmo ·
16 Santillana ·
17 Satrústegui ·
18 Saura ·
19 Cundi ·
20 Tendillo ·
21 Zamora ·
22 Artola ·
Coach: Kubala